# الله أكبر (نشيد)
الله أكبر هو النشيد الوطني الرسمي الليبي مند 1 سبتمبر 1969 م و حتى 23 أغسطس 2011.
نشيد الله أكبر أذيع أول مرة في مصر أثناء العدوان الثلاثي سنة 1956م، من كلمات الشاعر المصرى عبد الله شمس الدين وتلحين الملحن المصرى محمود الشريف وغناء مجموعة.

## نص النشيد
الله أكبر الله أكبر.
الله أكبر فوق كيد المعتدي.
والله للمظلوم خير مؤيد.
أنا باليقين وبالسلاح سأفتدي.
بلدي ونور الحق يسطع في يدي.
قولوا معي قولوا معي.
الله الله الله أكبر
الله فوق المعتدي
يا هذه الدنيا أطِّلي واسمعي.
جيش الأعادي جاء يبغي مصرعي.
بالحق سوف أرده وبمدفعي.
فإذا فنيت فسوف أفنيه معي.
قولوا معي قولوا معي.
الله الله الله أكبر
الله فوق المعتدي.
قولوا معى الويل للمستعمر.
والله فوق الغادر المتكبر.
الله أكبر يا بلادى كبري.
وخذى بناصية المغير ودمري.
قولوا معى قولوا معي.
الله الله الله أكبر
الله فوق المعتدي.

## وصلات خارجية
- نشيد الله أكبر على يوتيوب